# 石门一路
石门一路是中国上海市静安区一条南北走向的街道，南起延安中路，北至南京西路。长786米，宽18到19米。
1900年，工部局修筑该路北端靠近静安寺路(今南京西路)一段，以美国驻沪副领事晏摩氏名命名同孚路(Yates Road)。到1914年以前逐段延伸至长浜路(今延安中路)。沿路原多为里弄住宅。
1943年汪精卫政权接收租界，改名正阳路。1946年改名中正北一路。1950年再度改名为石门一路。

## 交汇道路（南向北）
- 延安中路
- 大沽路
- 威海路
- 吴江路
- 南京西路